# Micah Johnson
Micah Drew Johnson (né le 18 décembre 1990 à Indianapolis, Indiana, États-Unis) est un ancien joueur de deuxième but de la Ligue majeure de baseball.

## Carrière

### White Sox de Chicago
Joueur des Hoosiers de l'université de l'Indiana à Bloomington, Micah Johnson est repêché par les White Sox de Chicago au 9e tour de sélection en 2012. En 2013, il vole 84 buts dans les ligues mineures, mais seulement 22 la saison suivante en raison de blessures au genou et aux ischio-jambiers.
Il fait ses débuts dans le baseball majeur avec les White Sox le 6 avril 2015 et réussit son premier coup sûr aux dépens du lanceur Yordano Ventura des Royals de Kansas City.

### Dodgers de Los Angeles
Johnson passe des White Sox aux Dodgers de Los Angeles le 16 décembre 2015 dans l'échange à 3 clubs impliquant qui permet à Chicago d'acquérir Todd Frazier des Reds de Cincinnati.